# الکساندر پتروف (بازیکن فوتبال، زاده ۱۸۹۳)
الکساندر پتروف (روسی: Александр Петров؛ ۱۸۹۳ – ۱۹۴۲) بازیکن فوتبال اهل امپراتوری روسیه بود.
از باشگاه‌هایی که در آن بازی کرده‌است می‌توان به دینامو مسکو اشاره کرد.
وی همچنین در تیم ملی فوتبال روسیه بازی کرده‌است.